# Justin Warsylewicz
Justin Warsylewicz (Regina, Saskatchewan, 19 november 1985) is een langebaanschaatser uit Canada. Warsylewicz heeft een relatie met collega-schaatser Brittany Schussler.
Warsylewicz werd in 2004 Wereldkampioen schaatsen bij de junioren. Zijn eerste medaille bij de senioren won Warsylewicz bij de Winterspelen van 2006 in Turijn. Bij de ploegenachtervolging werd hij met het Canadese team tweede achter Italië.
Justin Warsylewicz nam zeven keer (2004-2008, 2010-2011) deel aan het Continentaal kampioenschap, het kwalificatietoernooi voor de WK Allround. Hij kwalificeerde zich elke keer voor dat WK, maar was in 2004 en 2005 geen deelnemer op het WK.

## Persoonlijke records
| Afstand      | Tijd     | Datum            | Baan    |
| ------------ | -------- | ---------------- | ------- |
| 500 meter    | 36,75    | 28 december 2006 | Calgary |
| 1000 meter   | 1.10,88  | 24 maart 2006    | Calgary |
| 1500 meter   | 1.45,57  | 4 maart 2007     | Calgary |
| 3000 meter   | 3.45,98  | 11 maart 2004    | Calgary |
| 5000 meter   | 6.20,04  | 2 januari 2006   | Calgary |
| 10.000 meter | 13.28,21 | 22 januari 2006  | Calgary |

## Resultaten
| Jaar | CK N-Amerika | WK Allround | WK Afstanden             | Olympische Spelen                     | Wereldbeker | WK Junioren |
| ---- | ------------ | ----------- | ------------------------ | ------------------------------------- | ----------- | ----------- |
| 2004 | 7e           |             |                          |                                       |             | Goud        |
| 2005 | 4e           |             | 5e achtervolging         |                                       | 36e 5k/10k  | 6e          |
| 2006 | 5e           | NF2         |                          | 27e 1500m · 24e 5000m · achtervolging | 27e 5k/10k  |             |
| 2007 | 4e           | NC15        | 8e 5000m · achtervolging |                                       |             |             |
| 2008 | 6e           | NC21        | 12e 5000m 13e 10.000m    |                                       |             |             |
| 2009 |              |             |                          |                                       |             |             |
| 2010 | 7e           | NC19        |                          |                                       |             |             |
| 2011 | 6e           | NC21        |                          |                                       |             |             |

NC# = niet gekwalificeerd voor de laatste afstand, maar wel als # geklasseerd in de eindrangschikking
NF# = niet gefinisht op #afstand

### Medaillespiegel
| Kampioenschap     | Goud | Zilver | Brons |
| ----------------- | ---- | ------ | ----- |
| WK Afstanden      | 0    | 1      | 0     |
| Olympische Spelen | 0    | 1      | 0     |
| WK Junioren       | 1    | 0      | 0     |